# فرودگاه بالورگهات
فرودگاه بالورگهات (به انگلیسی: Balurghat Airport) (به زبان بومی: বালুরঘাট বিমানবন্দর) یک فرودگاه همگانی با کد یاتا RGH است که یک باند فرود سنگفرش دارد و طول باند آن ۱۰۹۷ متر است. این فرودگاه در کشور هند قرار دارد و در ارتفاع ۲۴ متری از سطح دریا واقع شده‌است.